# کبکور مدیا
کبکور مدیا (انگلیسی: Quebecor Media) شرکت رسانه‌ای کانادایی است، که در سال ۲۰۰۰ تأسیس شد.